# Alexa Hennig von Lange

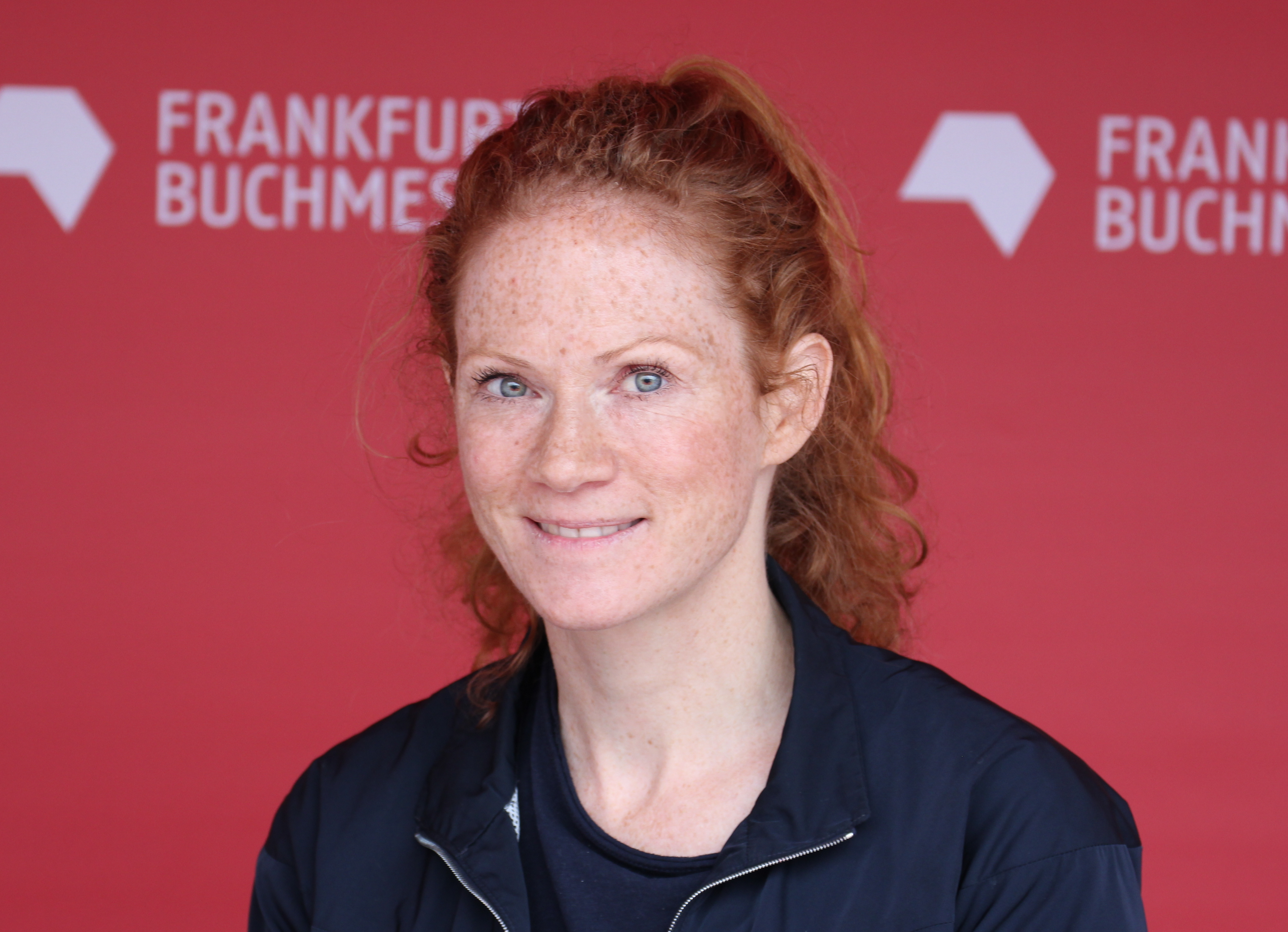
Alexa Hennig von Lange auf der Frankfurter Buchmesse 2017

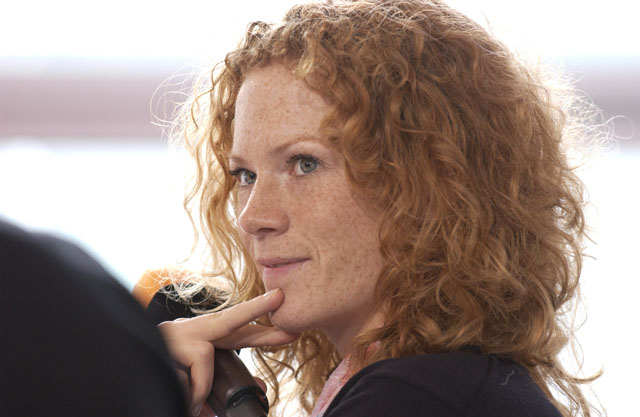
Alexa Hennig von Lange (2003)

Alexa Hennig von Lange (* 21. März 1973 in Hannover) ist eine deutsche Schriftstellerin.

## Herkunft
Alexa Hennig von Lange ist die Tochter eines Architektenehepaars. Sie wuchs in der Region Hannover auf und besuchte das Georg-Büchner-Gymnasium in Seelze-Letter. 1986 gewann sie mit ihrer Kurzgeschichte „Esabeth“ den NDR-Wettbewerb „Kinder schreiben für Kinder“.

## Beruflicher Werdegang
Nach dem Abitur lebte von Lange eineinhalb Jahre in Hamburg. 1994 begann sie ihre Karriere als Schnittassistentin bei der Premiere-Produktion Das wahre Leben. Nebenbei modelte sie für Benetton. Ab 1995 moderierte sie die Kindersendung Bim Bam Bino bei Kabel 1. Im Jahr 1997 begann sie als Autorin für die Seifenoper Gute Zeiten, schlechte Zeiten zu arbeiten, für die sie neun Monate lang tätig war. Im selben Jahr erschien ihr Buch Relax, mit dem sie neben Christian Kracht und Benjamin von Stuckrad-Barre die Popliteratur in Deutschland begründete. Ihr Romandebüt, in dem es um das Erwachsenwerden, Sexualität und Drogenkonsum geht, machte sie auf Anhieb zu einer der erfolgreichsten Autorinnen ihrer Generation.
Sie verfasste mehrere Theaterstücke, unter anderem für die Volksbühne Berlin und das Schauspielhaus Hannover (eine Spielstätte des Niedersächsischen Staatstheaters). 1998 wurde in Berlin ihr mit Stefan Pucher verfasstes Stück Flashback uraufgeführt.
1999 erschien ihr Roman Ich bin’s. 2000 wurde Mai 3D. Ein Tagebuchroman zusammen mit Daniel Haaksmann und Till Müller-Klug veröffentlicht. 2001 folgte Ich habe einfach Glück, 2002 Lelle. Im selben Jahr erhielt Hennig von Lange den „Deutschen Jugendliteraturpreis“ für Ich habe einfach Glück.
Ende 2003 erschien Woher ich komme. Mit diesem Roman findet Hennig von Lange wieder zurück zu ihren schriftstellerischen Wurzeln. 2005 erschien Warum so traurig?, wieder aus der Perspektive der inzwischen zur Elisabeth gereiften Lelle-Figur, 2006 folgte Mira schwer verliebt. Im Jahre 2007 erschien der Roman Risiko, mit dem die Schriftstellerin erstmals einen Sinn für thrillerhafte Spannung zeigt.
Im September 2008 startete Alexa Hennig von Langes neue Jugendbuchreihe in dem zur „Random-House“-Verlagsgruppe gehörigen Verlag cbj; den Anfang machte Leute, ich fühle mich leicht. Lelle, tragende Figur in Hennig von Langes Werken, ist zurück und erzählt neue Geschichten aus ihrem Leben. Die weiteren Bände sollen halbjährlich veröffentlicht werden. Im März 2009 erschien mit dem Band 44 Augenblicke: Aufzeichnungen einer entschiedenen Mutter von Kirsty Gunn erstmals eine Übersetzung Alexa Hennig von Langes ins Deutsche. Zu Gunns autobiografischer Textcollage, die Auskunft gibt über ihre Entscheidung, sich ein Jahr lang statt ihrer Schriftstellerinnenkarriere nur ihren Töchtern zu widmen, schrieb Hennig von Lange auch das Nachwort der deutschen Ausgabe.

## Privates
Alexa Hennig von Lange ist Mutter von fünf Kindern. Eine Tochter (* 1999) stammt aus einer frühen Beziehung und ein Sohn (* 2003) aus ihrer ersten Ehe mit Joachim Bessing. Zwei Töchter (* 2012 und * 2014) sowie ihr zweiter Sohn (* 2016) stammen aus ihrer zweiten Ehe mit dem Reporter Marcus Jauer. Die Familie zog 2015 nach Brandenburg. Im Jahr 2017 folgte ein Umzug nach Berlin, wo von Lange bereits in den Jahren 1993 bis 2015 gelebt hatte.

## Bücher

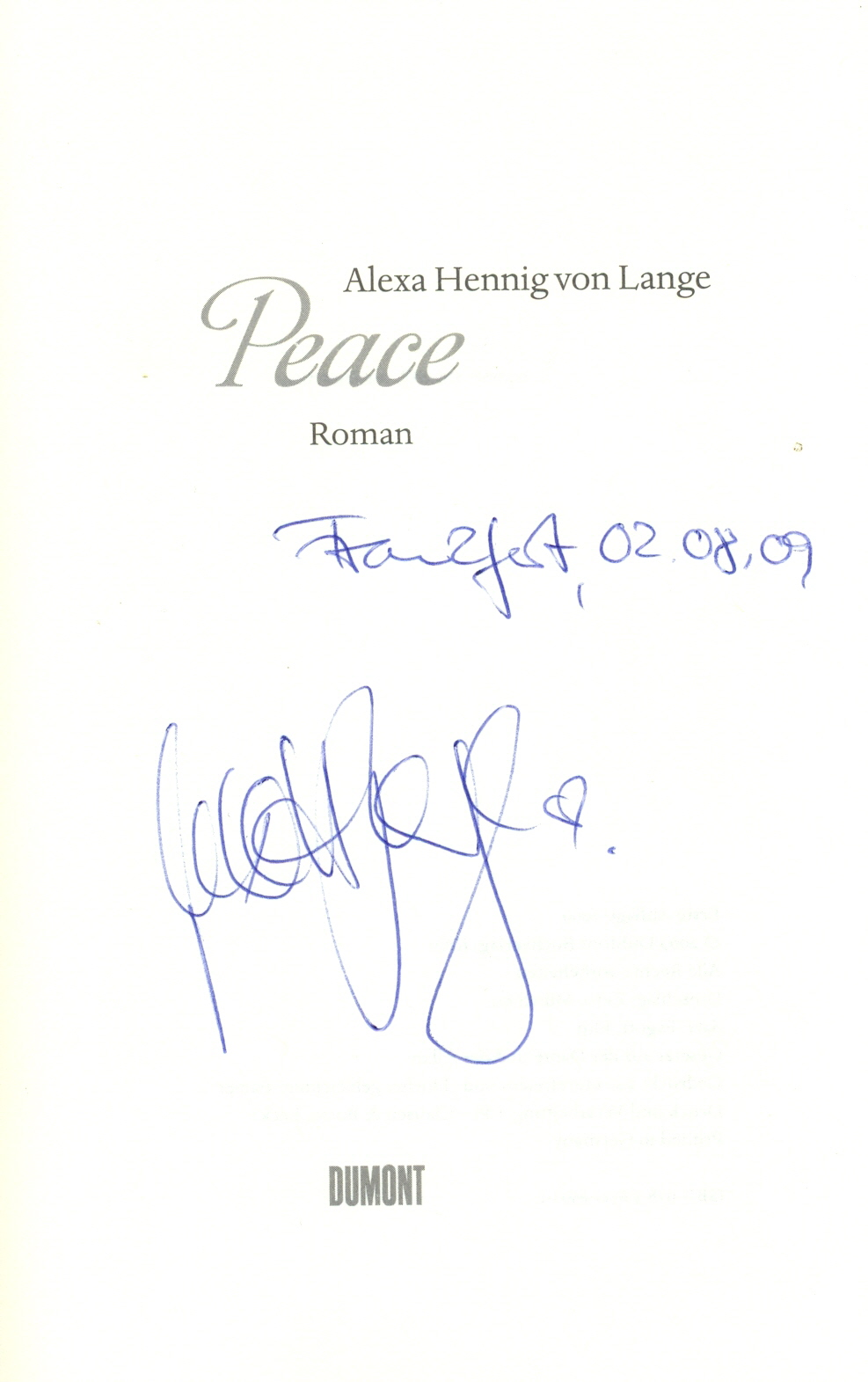
Signiertes Buch

- 1997 Relax. Roman. Rogner & Bernhard Verlag, ISBN 978-3-8077-0357-2.
- 1999 Ich bin’s. Roman. Kiepenheuer & Witsch, ISBN 978-3-462-03042-6.
- 2001 Ich habe einfach Glück. Jugendroman. rororo Verlag, ISBN 978-3-499-21249-9.
- 2002 Lelle. Kinderbuch. Oetinger Verlag, ISBN 978-3-7891-3713-6.
- 2003 Woher ich komme. Roman. Rowohlt Verlag, ISBN 978-3-87134-459-6.
- 2004 Erste Liebe. Jugendroman. Rowohlt Verlag, ISBN 978-3-87134-506-7.
- 2004 Mira reicht’s. Jugendroman. Rowohlt Verlag, ISBN 978-3-499-21297-0.
- 2005 Warum so traurig? Roman. Rowohlt Verlag, ISBN 978-3-87134-460-2.
- 2006 Mira schwer verliebt Jugendroman. Rowohlt Verlag, ISBN 978-3-499-21345-8.
- 2007 Risiko. Roman. Dumont Buchverlag, ISBN 978-3-8321-7999-1.
- 2008 Leute, ich fühle mich leicht Jugendroman. cbt Verlag, München, ISBN 978-3-570-16003-9.
- 2009 Leute, mein Herz glüht. Jugendroman. cbt Verlag, ISBN 978-3-570-16018-3.
- 2009 Peace. Roman. DUMONT Literatur und Kunst Verlag, ISBN 978-3-8321-9502-1.
- 2009 Leute, die Liebe schockt! Jugendroman. cbt Verlag, München, ISBN 978-3-570-16035-0.
- 2009 Leute, das Leben ist wild. Jugendroman. cbt Verlag, München, ISBN 978-3-570-16029-9.
- 2010 Lucy und die Jungs – Traum-Raum-Wohnung: Band 1. Jugendroman. cbt Verlag, München, ISBN 978-3-570-16073-2.
- 2011 Lucy und die Jungs – Herzverrückt: Band 2. Jugendroman. cbt Verlag, München, ISBN 978-3-570-16090-9.
- 2011 Leichte Turbulenzen. Roman. C. Bertelsmann Verlag, ISBN 978-3-570-10073-8.
- 2013 Der Atem der Angst. Jugendroman. cbt Verlag, München, ISBN 978-3-570-16092-3.
- 2013 Je länger, je lieber. Roman. C. Bertelsmann Verlag, München, ISBN 978-3-570-10074-5.
- 2014 Ach wie gut, dass niemand weiß. Jugendroman. cbt Verlag, München, ISBN 978-3-570-16284-2.
- 2015 Die Welt ist kein Ozean. Jugendroman. cbt Verlag, München, ISBN 978-3-570-16296-5.
- 2016 Wie eine Nuss mein Leben auf den Kopf stellte. Kinderbuch. Thienemann Verlag, Stuttgart, ISBN 978-3-522-18441-0.
- 2016 Stresst ihr noch oder liebt ihr schon? Erzählendes Sachbuch. Gemeinsam mit Marcus Jauer. Gütersloher Verlagshaus, ISBN 978-3-579-08949-2.
- 2017 Mein Sommer als Heidi. Kinderbuch. Thienemann Verlag, Stuttgart, ISBN 978-3-522-18468-7.
- 2017 Breaking Good. Sachbuch für Jugendliche. Gemeinsam mit Marcus Jauer. cbt Verlag, München, ISBN 978-3-570-16297-2.
- 2018 Fanny und wie sie die Welt sieht. Kinderbuch. Thienemann Verlag, Stuttgart, ISBN 978-3-522-18507-3.
- 2018 Kampfsterne. Roman. DuMont Buchverlag, Köln, ISBN 978-3-8321-9774-2.
- 2019 Die Weihnachtsgeschwister. Roman. DuMont Buchverlag, Köln, ISBN 978-3-8321-9775-9.
- 2022 Die karierten Mädchen. Heimkehr-Trilogie, Band 1. Roman. DuMont Buchverlag, Köln, ISBN 978-3-8321-8168-0.
- 2023 Zwischen den Sommern. Heimkehr-Trilogie, Band 2. Roman. DuMont Buchverlag, Köln, ISBN 978-3-8321-8169-7.
- 2024 Vielleicht können wir glücklich sein. Heimkehr-Trilogie, Band 3. Roman. DuMont Buchverlag, Köln, ISBN 978-3-8321-6806-3.

Als Herausgeberin
- I love U – 2009

Als Übersetzerin
- 44 Augenblicke von Kirsty Gunn – 2009
- Ein knochenharter Job oder Wie ich half Gott zu retten von Barry Jonsberg – 2010

Mitarbeit bei:
- Mai 3D
- West-östliche Diven
- Große Gefühle, kleine Katastrophen
- Liebe bis aufs Blut
- Hochzeitstanz
- Die Akte Ex
- Ich bin aber noch gar nicht müde
- Sprung ins kalte Wasser
- Mein Song